# Nolan Vancauwemberghe
Nolan Vancauwemberghe (2 augustus 2000) is een Belgische atleet, die gespecialiseerd is in het hordelopen. Hij werd tweemaal Belgisch kampioen.

## Biografie
Vancauwenberghe werd in 2021 Belgisch indoorkampioen op de  60 m horden. Omwille van de maatregelen als het gevolg van de Coronapandemie was hij de enige deelnemer. In 2022 werd hij voor het eerst ook outdoor kampioen op de 110 m horden.
Clubs
Vancauwemberghe is aangesloten bij Mons Obourg Hainaut Athlétisme (MOHA).

## Belgische kampioenschappen
Outdoor
| Onderdeel    | Jaar |
| ------------ | ---- |
| 110 m horden | 2022 |

Indoor
| Onderdeel   | Jaar |
| ----------- | ---- |
| 60 m horden | 2021 |

## Persoonlijke records
Outdoor
| Onderdeel    | Prestatie | Wind     | Datum       | Plaats  |
| ------------ | --------- | -------- | ----------- | ------- |
| 110 m horden | 13,56 s   | +0,6 m/s | 25 mei 2025 | Brussel |

Indoor
| Onderdeel   | Prestatie | Datum            | Plaats           |
| ----------- | --------- | ---------------- | ---------------- |
| 60 m horden | 7,83 s    | 18 februari 2024 | Louvain-La-Neuve |

## Palmares

### 60 m horden
- 2020:  BK indoor AC - 8,12 s
- 2021:  BK indoor AC - 8,08 s
- 2023:  BK indoor AC - 7,99 s
- 2024:  BK indoor AC - 7,83 s
- 2025:  BK indoor AC - 7,87 s

### 110 m horden
- 2019:  BK AC - 14,57 s
- 2021:  BK AC - 14,13 s
- 2022:  BK AC - 14,08 s
- 2023:  BK AC - 13,66 s